# Ивановка (Бакалинский район)
Ивановка (баш. Ивановка) — деревня в Бакалинском районе Республики Башкортостан Российской Федерации. Входит в состав Новоурсаевского сельсовета.

## Географическое положение
Расстояние до:
- районного центра (Бакалы): 55 км,
- центра упразднённого Нагайбаковского сельсовета (Нагайбаково): 5 км,
- центра сельсовета (Новоурсаево):
- ближайшей ж/д станции (Туймазы): 96 км.

## История
До 2008 года входил в состав Нагайбаковского сельсовета. После его упразднения вошёл в Новоурсаевский сельсовет (Закон Республики Башкортостан от 19.11.2008 N 49-з «Об изменениях в административно-территориальном устройстве Республики Башкортостан в связи с объединением отдельных сельсоветов и передачей населённых пунктов», ст.1 п.6) г)).

## Население
| 2002 | 2009 | 2010 |
| ---- | ---- | ---- |
| 45   | ↘36  | ↘11  |

Национальный состав
Согласно переписи 2002 года, преобладающая национальность — русские (87 %).